# مدی الیتو
مدی الیتو (انگلیسی: Medy Elito؛ زادهٔ ۲۰ مارس ۱۹۹۰) بازیکن فوتبال اهل بریتانیا است.
از باشگاه‌هایی که در آن بازی کرده‌است می‌توان به باشگاه فوتبال نیوپورت کانتی، باشگاه فوتبال کولچستر یونایتد، باشگاه فوتبال چلتنهام تاون، باشگاه فوتبال فنلو، و باشگاه فوتبال داگنم و ردبریج اشاره کرد.
وی همچنین در تیم‌های ملی فوتبال زیر ۱۷ سال انگلستان، زیر ۱۸ سال انگلستان، و زیر ۱۹ سال انگلستان بازی کرده‌است.